# Pippa Norris

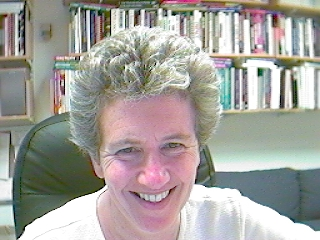
Pippa Norris.

Pippa Norris, född 10 juli 1953 i London, är en brittisk statsvetare.
Pippa Norris studerade statskunskap och filosofi för kandidatexamen vid Warwick University, och har tagit magisterexamen samt disputerat i statskunskap vid London School of Economics. Hon har undervisat vid Northumbria University i England och University of Edinburgh i Skottland. Sedan 1994 har Pippa Norris varit knuten till Harvard University, där hon är professor i statskunskap.
År 2011 fick hon Skytteanska priset tillsammans med Ronald Inglehart för "att ha bidragit till nya idéer om den politiska kulturens relevans och rötter i ett globalt sammanhang, och därmed förändrat standardangreppssätt i forskningen på detta område".